# Remigius Lupeikis
Remigius Lupeikis (Klaipėda, 22 september 1964) is een voormalig Litouws wielrenner.

## Belangrijkste overwinningen
1992
4e en 5e etappe Ronde van Poitou-Charentes
1993
Proloog, 1e en 3e etappe Ronde van Polen
1994
Eindklassement Ronde van Berlijn
4e etappe Teleflex Tour
1995
2e etappe Ronde van de Algarve
2000
1e, 2e, 7e etappe Ronde van Egypte
Eindklassement Ronde van Egypte
2001
7e etappe Ronde van Slovenië
12e etappe Herald Sun Tour (ploegentijdrit)
2002
8e etappe Vredeskoers
 Litouws kampioen op de weg, Elite
4e etappe Ronde van Polen

## Resultaten in voornaamste wedstrijden
| Jaar | Ronde van Italië | Ronde van Frankrijk | Ronde van Spanje |
| ---- | ---------------- | ------------------- | ---------------- |
| 1992 | 93e              |                     | buiten tijd      |
| 1997 |                  |                     | 124e             |

| Jaar | Milaan-San Remo | Parijs-Roubaix |
| ---- | --------------- | -------------- |
| 1992 | 90e             |                |
| 1997 |                 | 77e            |

Wielerploegen van Remigius Lupeikis
Baker ·
Baranowski ·
Brożyna ·
Engleman ·
Gerlach · 
Gragus · 
Hamilton · 
Hampsten · 
Jemison · 
Lupeikis · 
Reiss ·
Teutenberg · 
Sheehan · 
Villatoro
Baffi ·
Baker ·
Baranowski ·
Brożyna ·
Deramé ·
Gragus · 
Hamilton · 
Hincapie · 
Jekimov · 
Jemison · 
Lupeikis ·
Meinert-Nielsen · 
Mercier ·
Reiss ·
Robin ·
Teutenberg · 
Villatoro ·
Almansa (stagiair)